# 川滇冷杉
川滇冷杉（学名：Abies forrestii）为松科冷杉属的植物，是中国的特有植物。分布在中国大陆的四川、西藏、云南等地，生长于海拔2,500米至3,400米的地区，多生于山坡针叶林中及针叶林中，目前已由人工引种栽培。

## 别名
毛枝冷杉（经济植物手册），云南枞（中国祼子植物志）